# Svazek obcí Cidlina (okres Nymburk)
Svazek obcí Cidlina je dobrovolný svazek obcí podle zákona v okresu Nymburk, jeho sídlem je Libice nad Cidlinou a jeho cílem je celkový rozvoj mikroregionu, životního prostředí a cestovního ruchu. Sdružuje celkem 7 obcí a byl založen v roce 1995.

## Obce sdružené v mikroregionu
- Libice nad Cidlinou[1]
- Opolany[1]
- Odřepsy[1]
- Sány[1]
- Choťánky[1]
- Pátek[1]
- Dobšice[1]
- Choťovice[1]